# Smołdzino (Słupsk)
Pour les articles homonymes, voir Smołdzino.
Smołdzino est une localité polonaise, siège de la gmina rurale de Smołdzino située dans le powiat de Słupsk en voïvodie de Poméranie. Elle se trouve à environ 25 km au nord-est de Słupsk et 98 km à l'ouest de la capitale régionale Gdańsk.

## Géographie

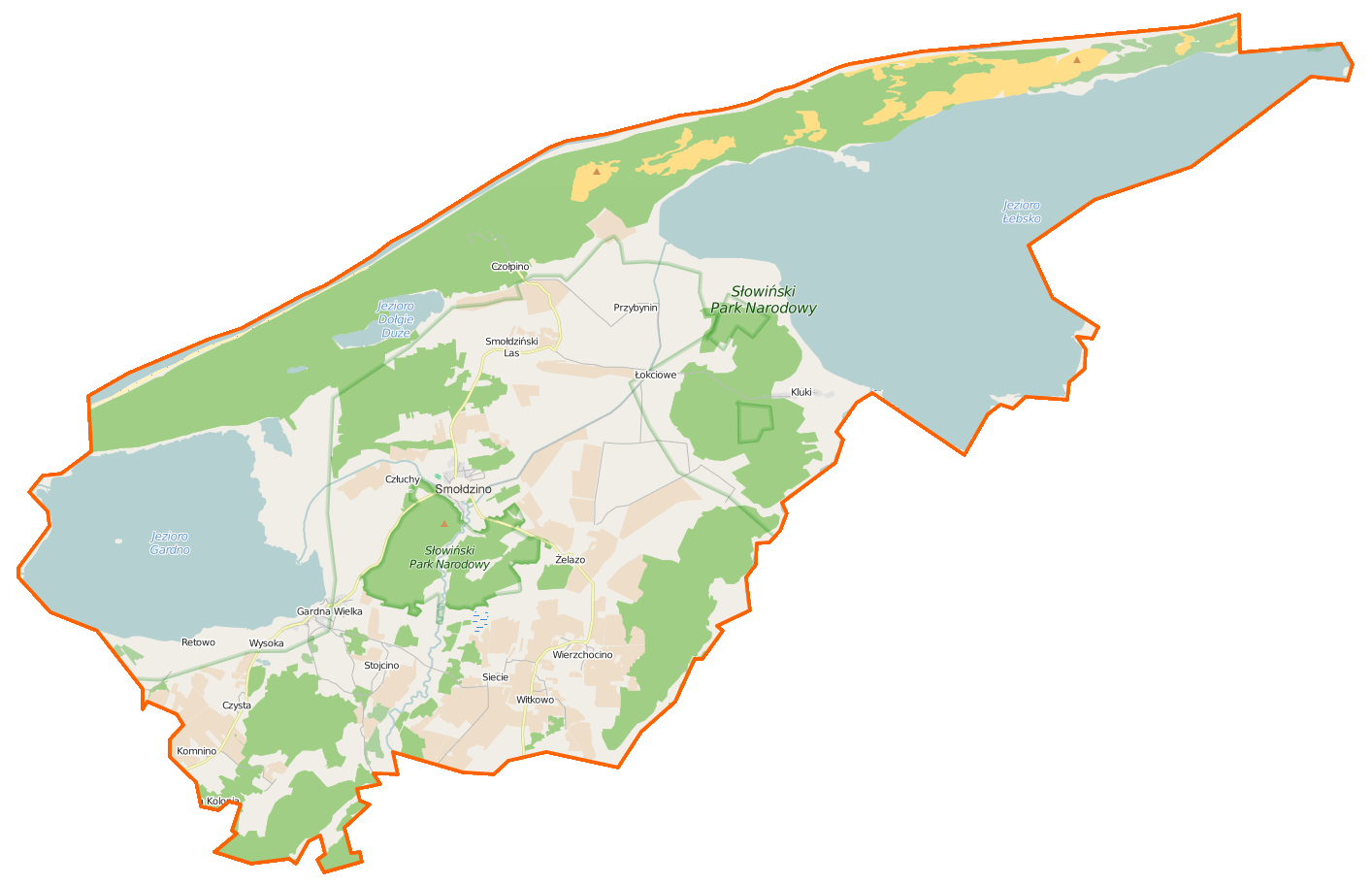
Carte de la gmina de Smołdzino.